# نيكولا مي
نيكولا مي (بالإيطالية: Nicola Mei)‏ مواليد 27 أكتوبر 1985 في لوكا، هو لاعب كرة سلة إيطالي بدأ مسيرته الاحترافية في سنة 2004. يبلغ طوله 6 قدم 1 بوصة (1.9 م). يلعب مع فريق جورينو فانولي باسكت في ليغا باسكيت الدرجة الأولى.

## روابط خارجية
- نيكولا مي على موقع كرة السلة الأوروبية.كوم (الإنجليزية)
- نيكولا مي على موقع ريلجم (الإنجليزية)
- نيكولا مي على موقع بروبوليرز (الإنجليزية)
- نيكولا مي على موقع سبورتس رفرنس (الإنجليزية)